# Francis Dhanis
Pour les articles homonymes, voir Dhanis.
Le baron Francis Dhanis, né le 11 mars 1862 à Londres et mort le 13 novembre 1909 à Bruxelles, est un officier belge et vice-gouverneur général de l'État indépendant du Congo. Il est l'une des grandes figures de la campagne menée par le roi Léopold II de Belgique contre les esclavagistes en Afrique centrale.

## Biographie
Francis Ernest Joseph Marie Dhanis, né le 11 mars 1862 à Londres, est le fils de Joseph Dhanis, consul de Belgique à l'étranger, et de Brigitte Maher, de nationalité irlandaise. Il est le petit-fils d'Antoine Dhanis van Cannart, membre du Congrès national.
Il fait ses études primaires en Écosse puis à Saint-Nicolas dans le pays de Waes en Flandre orientale. Dès son adolescence, il se passionne pour les récits des explorateurs sur le continent africain.
À 18 ans, Il s'engage comme simple soldat dans un régiment du génie de l'armée belge en 1880. Il entre à l'École royale militaire en 1882 et est nommé en 1884 sous-lieutenant au 8e régiment de Ligne. Lorsque le roi Léopold II fait appel à des volontaires pour ses expéditions en Afrique centrale, c'est tout naturellement que Dhanis pose sa candidature.
Il fait partie de la première expédition en Afrique en 1884-1885 sous le drapeau de l'Association internationale africaine. Dès 1886, il participe à sa seconde expédition comme adjoint du lieutenant Camille Coquilhat. Dhanis est chargé d'étudier la région de Bangala à proximité du fleuve Congo. Il y fonde des postes et les fortifie pour les protéger des razzias arabes de bétail et d'esclaves. En janvier 1889, il crée le camp retranché de Basoko. Il remet ensuite le commandement du poste au lieutenant Pierre Ponthier et rentre en Europe en juillet 1889.

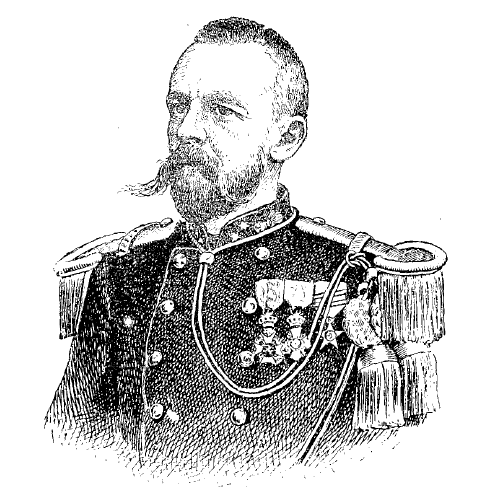
Francis Dhanis vainqueur des arabes, gravure de Alexis-Marie Gochet en 1896.

Il repart pour le Congo en février 1890 en qualité de commissaire de district de l'État indépendant du Congo. Il doit continuer l'exploration du Kwango et traiter avec les chefs locaux. Ses tractations sont un succès et il traverse l'ouest du Congo dans toutes les directions, créant au passage de nouveaux postes qui pérenniseront la présence belge. Pour finir, il prend le commandement du poste de Lualaba, du camp retranché de Sankuru et de l'expédition au Katanga.
Débutent alors les campagnes de l'État indépendant du Congo contre les Arabo-Swahilis de 1892 à 1894. Ayant rallié des chefs indigènes à la cause belge, il bat le 23 avril 1892 et le 5 mai 1892 les forces de Ngongo Luteta allié du chef arabe arabe Sefu bin Hamid . Du 9 au 12 mai 1892, ont lieu de nouveaux combats qui se soldent par la capitulation de Ngongo Luteta qui deviendra alors un allié fidèle de l'État indépendant du Congo.
Le chef arabe Sefu bin Hamid, installé dans l'est du Congo, exige alors de Dhanis une renégociation des frontières de ses territoires et ordonne à Dhanis de lui livrer son ancien allié Ngongo Luteta. Dhanis refuse les conditions ce que Bin Hamid considère comme un acte de guerre. Sefu traverse alors la rivière Lomami avec 500 officiers zanzibaris et environ 10 000 Congolais. Il y installe deux forts où Dhanis l'attaque avec un canon Krupp et l'aide de contingents indigènes ralliés. Des combats ont lieu 22 novembre 1892 à Chige entre les forces belges commandées par Oscar Michaux et de Prees et celles de Sefu et à Dungu le 30 décembre 1892 qui aboutissent à la destruction du camp arabe le 10 janvier 1893. Sefu est en fuite. La localité de Nyangwe tombe aux mains des Belges le 4 mars 1893 et Kasongo le 22 avril 1893. Un autre chef, Rumaliza, veut alors en découdre avec les forces de l'État indépendant du Congo mais il est défait par Dhanis et un contingent mené par le lieutenant Lothaire. Ayant accompli sa mission, Dhanis retourne en Belgique en octobre 1894. Accompagné du fils de Ngongo Luteta et de deux chefs arabes prisonniers, il reçoit un accueil triomphal à Anvers et le roi Léopold II le fait baron.
Le 6 novembre 1895, il repart pour l'État indépendant du Congo avec le titre d'inspecteur d'État. Il est chargé d'opérer dans la province orientale couverte d'une épaisse forêt équatoriale au-delà des Stanley Falls. Il trouve la région en pleine révolte des Batetela. Mal ravitaillées, écrasées par la chaleur tropicale et noyées sous les pluies diluviennes, ses troupes indigènes se révoltent elles-mêmes et son frère meurt dans la forêt alors qu'il tombe inopinément sur un parti de Batetela révoltés. Dhanis perd une bataille à Ekwanga et est contraint de retraiter. Le commandant Henry vient à son secours à Ayakubi. Le 11 avril 1897, il est toutefois promu vice-gouverneur-général par le roi Léopold II. De nouveaux combats ont lieu à Lindi, Boko, Piani Kikunda et Kaboge. En 1900, après 43 mois de combats, les forces de l'État indépendant du Congo l'emportent définitivement.
Le 4 juillet 1900, Dhanis, fatigué par la campagne et les fièvres, rend son commandement de la province orientale au commandant Justin Malfeyt et quitte le Congo.
En Belgique, il fonde une famille en épousant le 16 janvier 1901 à Hogne la baronne Estelle de Bonhomme qui lui donne trois enfants. Il est repris pour la forme dans les cadres de l'armée belge comme capitaine-commandant au régiment des Grenadiers. Il reçoit en réalité d'autres fonctions : attaché à l'Institut géographique national, délégué au Conseil d'administration de la Compagnie des chemins de fer du Congo supérieur aux Grands-Lacs et conseiller technique de l'Anglo-Belgian India Rubber Company (ABIR). C'est pour le compte de cette dernière société qu'il fait un dernier voyage d'inspection dans l'État indépendant du Congo en avril 1904. En septembre 1906, miné par les fièvres africaines, il quitte l'armée.
Il meurt le 13 novembre 1909 à Bruxelles d'une septicémie. Ses funérailles sont célébrées en la basilique du Sacré-Cœur de Bruxelles en présence du prince Albert et il est inhumé au cimetière de Saint-Josse-ten-Noode.

## Hommages et distinctions
En 1894, Francis Dhanis est fait baron par le roi Léopold II en récompense de ses victoires dans l'est du Congo. En 1913, un monument au baron Dhanis, œuvre de Frans Joris, est érigé à Anvers. Un boulevard à Anvers porte son nom ainsi qu'une rue à Etterbeek et à Saint-Nicolas.
En son honneur, le chantier naval anversois de Cockerill Yards construit un bateau à vapeur dénommé Baron Dhanis. Ce navire marchand long de 55 m a été mis à l'eau dans le lac Tanganyika pour le compte de la marine belge.
Il a reçu les distinctions suivantes :
- Chevalier de l'ordre de Léopold (Belgique) ;
- Croix militaire de 1ère classe (Belgique) ;
- Officier de l'ordre royal du Lion (État indépendant du Congo) ;
- Chevalier de l'ordre de l'Étoile africaine (État indépendant du Congo) ;
- Étoile de Service du Congo (État indépendant du Congo);
- Médaille de la campagne arabe (État indépendant du Congo) ;
- Officier de l'ordre de l'Épée (Suède).

## Galerie de photos

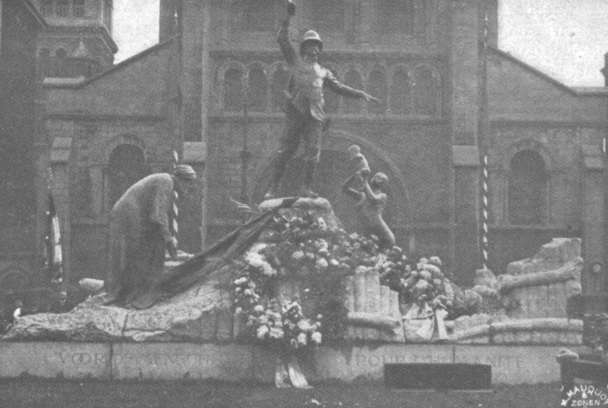
Monument en hommage à Dhanis à Anvers
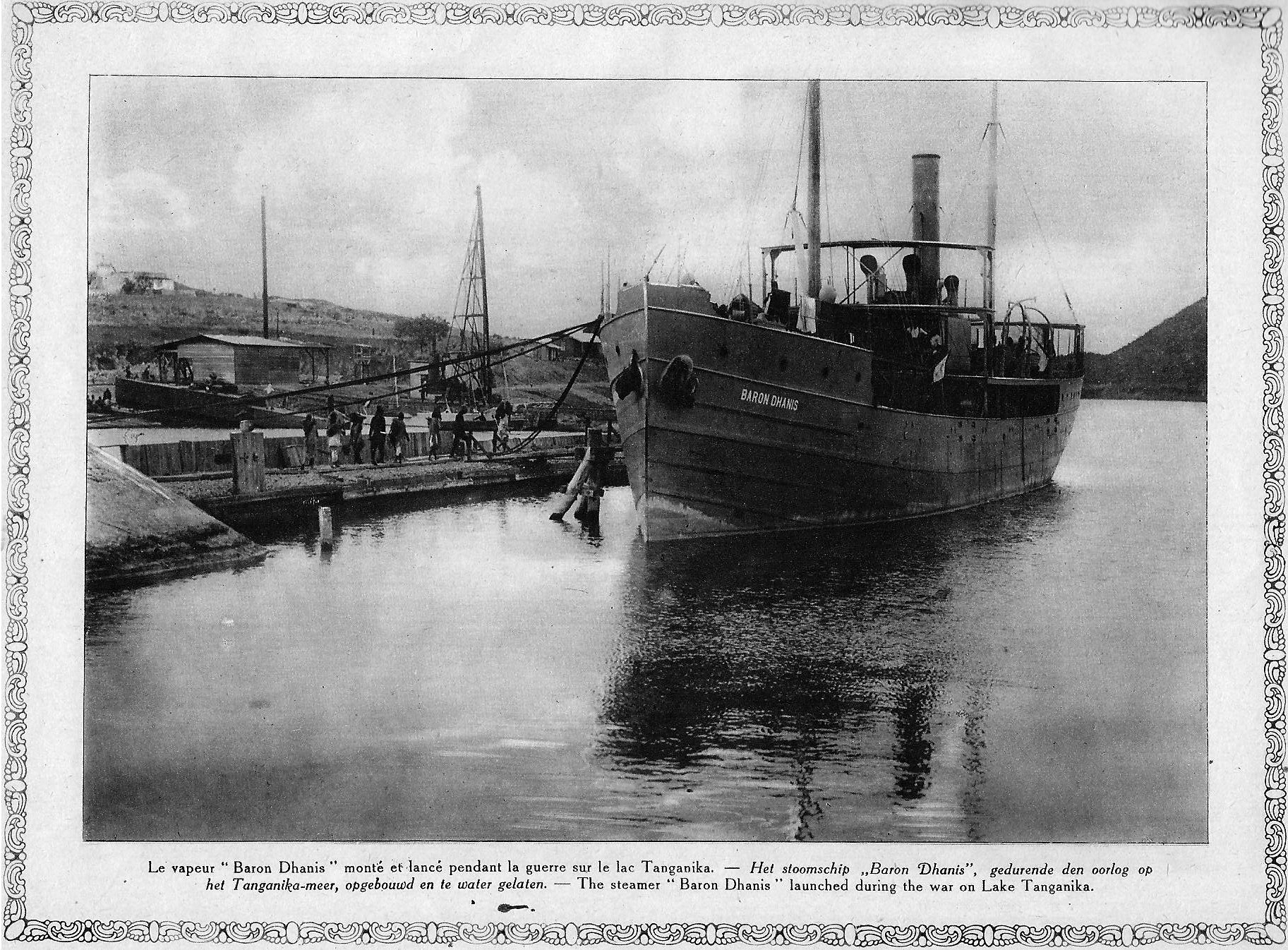
Le vapeur Baron Dhanis monté et lancé en 1916 sur le lac Tanganyika.
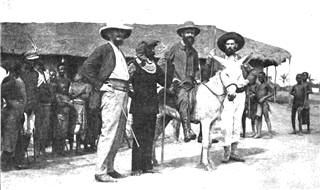
Francis Dhanis dans un village congolais (sur l'âne)
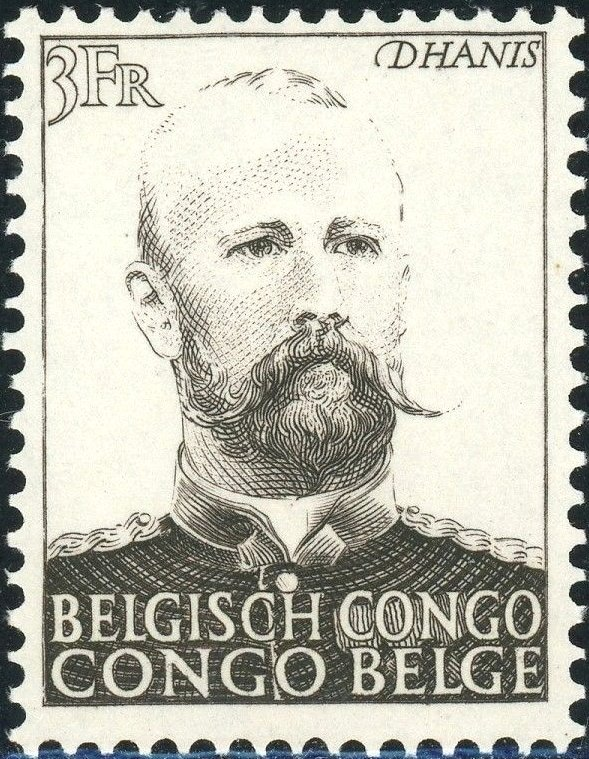
Timbre-poste du Congo belge représentant Dhanis.